# 立克次體目
立克次體目是變形菌門中的一目，大部份已知的物種都只是以其他細胞的內共生體的形式存在。其中有一些是很有名的病原體，包括立克次體，它引起許多人類的疾病。另一方面，對立克次體基因上的研究支持了線粒體及相關的細胞器是由此類群的成員演變而來的內共生學說。一些人甚至猜測病毒也是由此類群，或類似它們的生物演變而來的。
立克次體目是變形菌門中最神秘的類群之一，因為它極度難以培養。起初，此一類群包括所有必須內共生的細菌，但現在一些如貝氏考克斯菌（Q熱的病原體）之類的物種已被移除。從許多野生的浮游生物中已發現了許多此類群的基因。其中包含 SAR11 ，它在2002年被人分離出獨立的細菌株，命名為「遍在遠洋桿菌」，是這世上最普遍的細菌。直到2005年，此類群的確切組成及分類依然沒有定論。